# Funäsdalen
Funäsdalen (sydsamiska: Bïenjedaelie) är en tätort i Tännäs distrikt (Tännäs socken) i västra Härjedalens kommun i Sverige, nära Røros bortanför norska gränsen. Funäsdalen är centralort i besöksområdet Funäsfjällen vilket består av Ramundberget, Tänndalen, Tännäskröket (Tännäs), Kappruet, Fjällnäs samt Funäsdalen.

## Samhället
Sedan Destination Funäsdalen (nuvarande Funäsfjällen) bildades har utöver turistbäddar fler lägenheter och villor byggts i Funäsdalen, och orten genomgår en vidare stor utveckling.
I Funäsdalen finns Härjedalens fjällmuseum med utställningar om fjällböndernas, bruksarbetarnas och samernas liv. Funäsdalen är sedan länge en samisk samlingsplats och ett centrum för den sydsamiska kulturen. Sedan 2005 anordnas årligen "Lopme Naestie", de samiska fest- och kulturdagarna, i Funäsdalen.
Mitt i centrala Funäsdalen ligger byns skola med årskurserna fsk-9. Skolan har drygt 220 elever.

## Idrott
Funäsdalen har två idrottsföreningar, alpina skidklubben Funäsdalens SLK och längdskidåknings- och fotbollsklubben Funäsdalens IF.
Skidområdet på Funäsdalsberget genomgick en omfattande förnyelse år 2007, och för vidare utveckling var en del i ett framtida miljardprojekt att bygga Härjedalens första gondolbana – Funäsgondolen – vilken byggdes under andra halvåret 2014, med sträckning från centrala tätorten upp till toppen av berget.

## Kända personer från orten
I Funäsdalen bor skidåkaren Nike Bent som har deltagit i Olympiska vinterspelen.  
Längdskidåkaren Lars Nelson som var med i det segrande laget i herrarnas stafett i längdskidåkning under OS i Sotji 2014 är från Funäsdalen.

## Befolkningsutveckling
| Befolkningsutvecklingen i Funäsdalen 1960–2020 | Befolkningsutvecklingen i Funäsdalen 1960–2020 | Befolkningsutvecklingen i Funäsdalen 1960–2020 | Befolkningsutvecklingen i Funäsdalen 1960–2020 | Befolkningsutvecklingen i Funäsdalen 1960–2020 |
| ---------------------------------------------- | ---------------------------------------------- | ---------------------------------------------- | ---------------------------------------------- | ---------------------------------------------- |
|                                                |                                                |                                                |                                                |                                                |
| År                                             |                                                |                                                | Folkmängd                                      | Areal (ha)                                     |
| 1960                                           | 1960                                           |                                                | 284                                            |                                                |
| 1965                                           | 1965                                           |                                                | 354                                            |                                                |
| 1970                                           | 1970                                           |                                                | 698                                            |                                                |
| 1975                                           | 1975                                           |                                                | 774                                            |                                                |
| 1980                                           | 1980                                           |                                                | 790                                            |                                                |
| 1990                                           | 1990                                           |                                                | 764                                            | 164                                            |
| 1995                                           | 1995                                           |                                                | 798                                            | 164                                            |
| 2000                                           | 2000                                           |                                                | 778                                            | 165                                            |
| 2005                                           | 2005                                           |                                                | 798                                            | 166                                            |
| 2010                                           | 2010                                           |                                                | 890                                            | 175                                            |
| 2015                                           | 2015                                           |                                                | 956                                            | 257                                            |
| 2020                                           | 2020                                           |                                                | 1 054                                          | 267                                            |
|                                                |                                                |                                                |                                                |                                                |

## Galleri

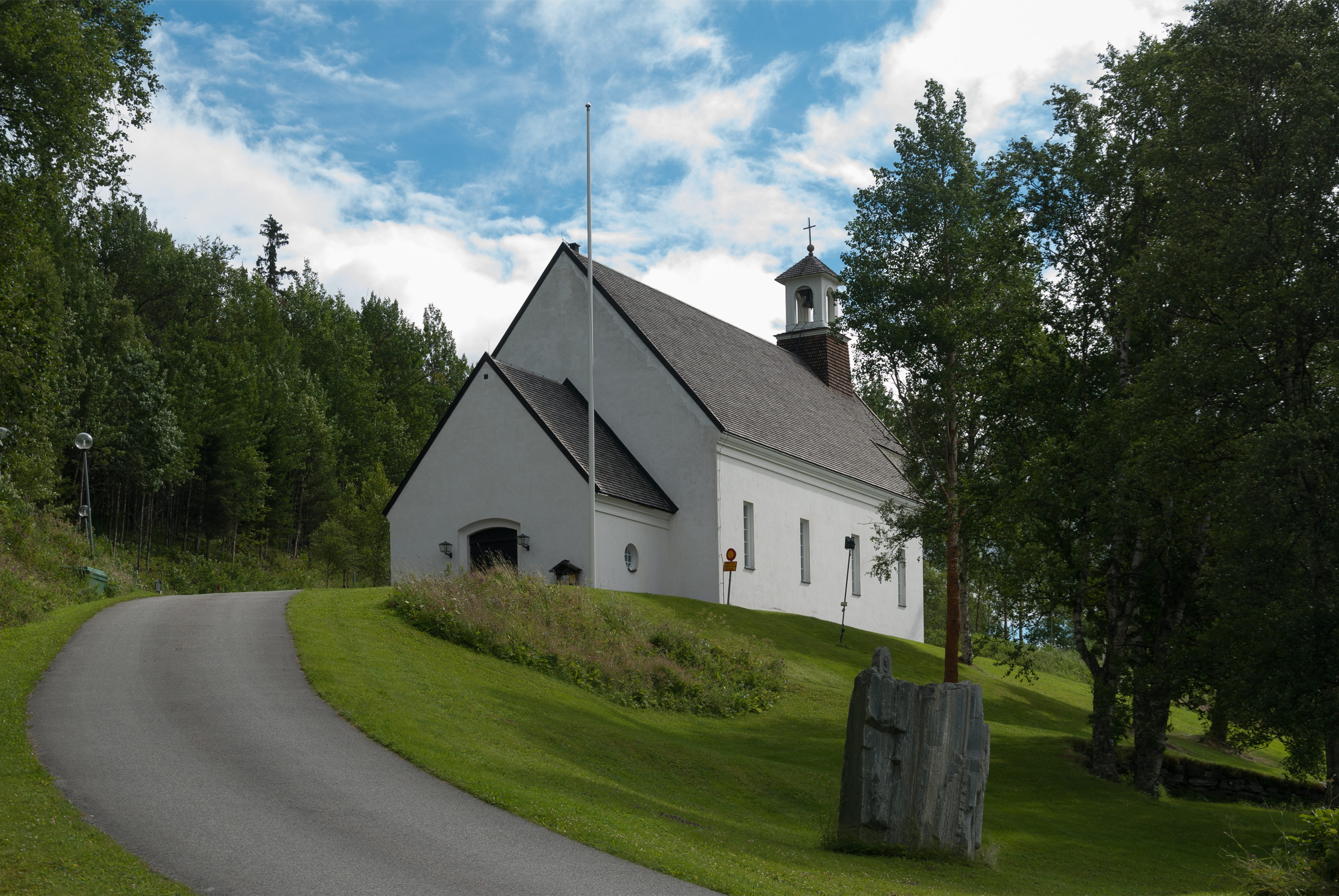
Funäsdalens kyrka.
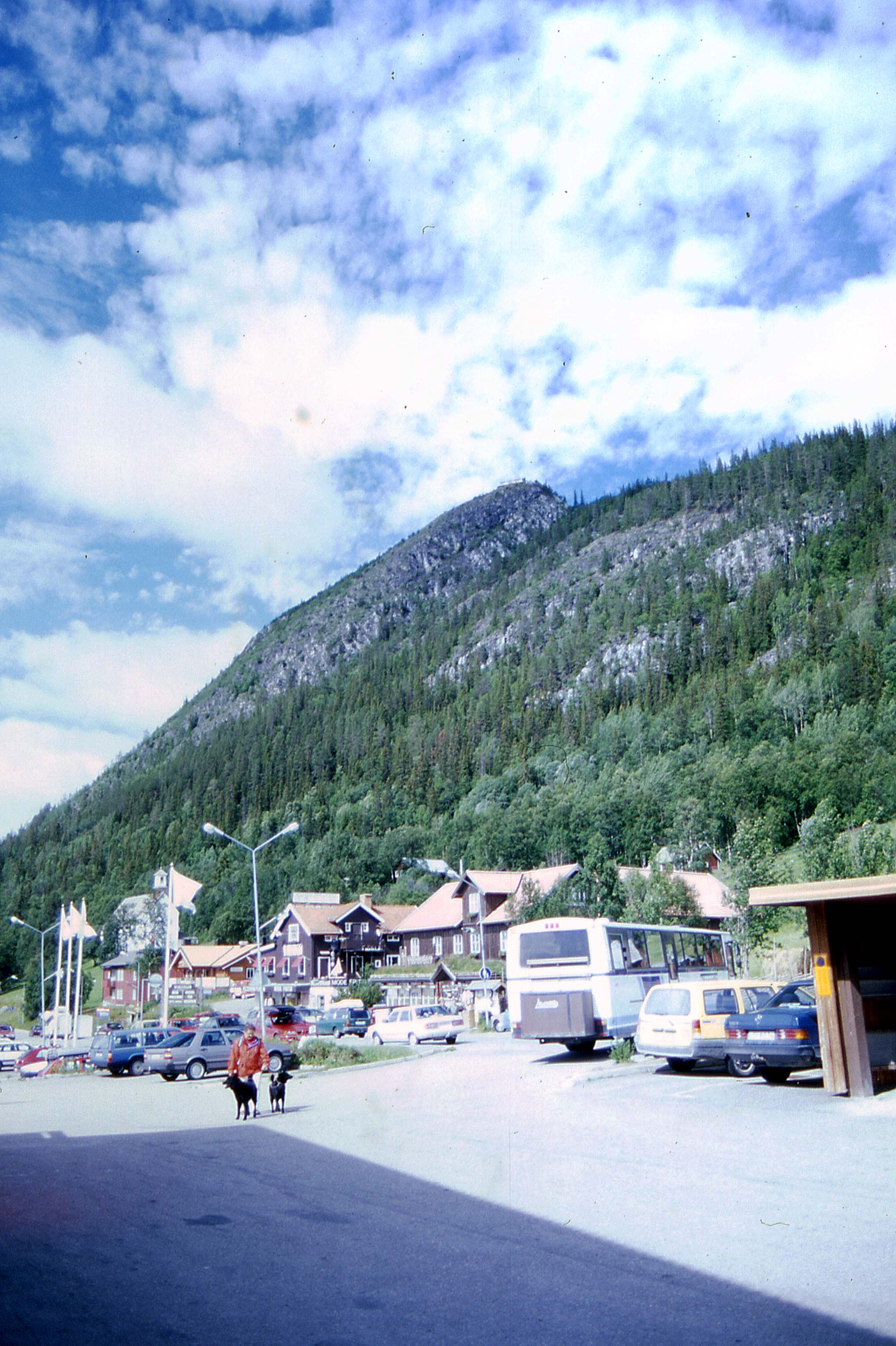
Funäsdalen i juli 1997.
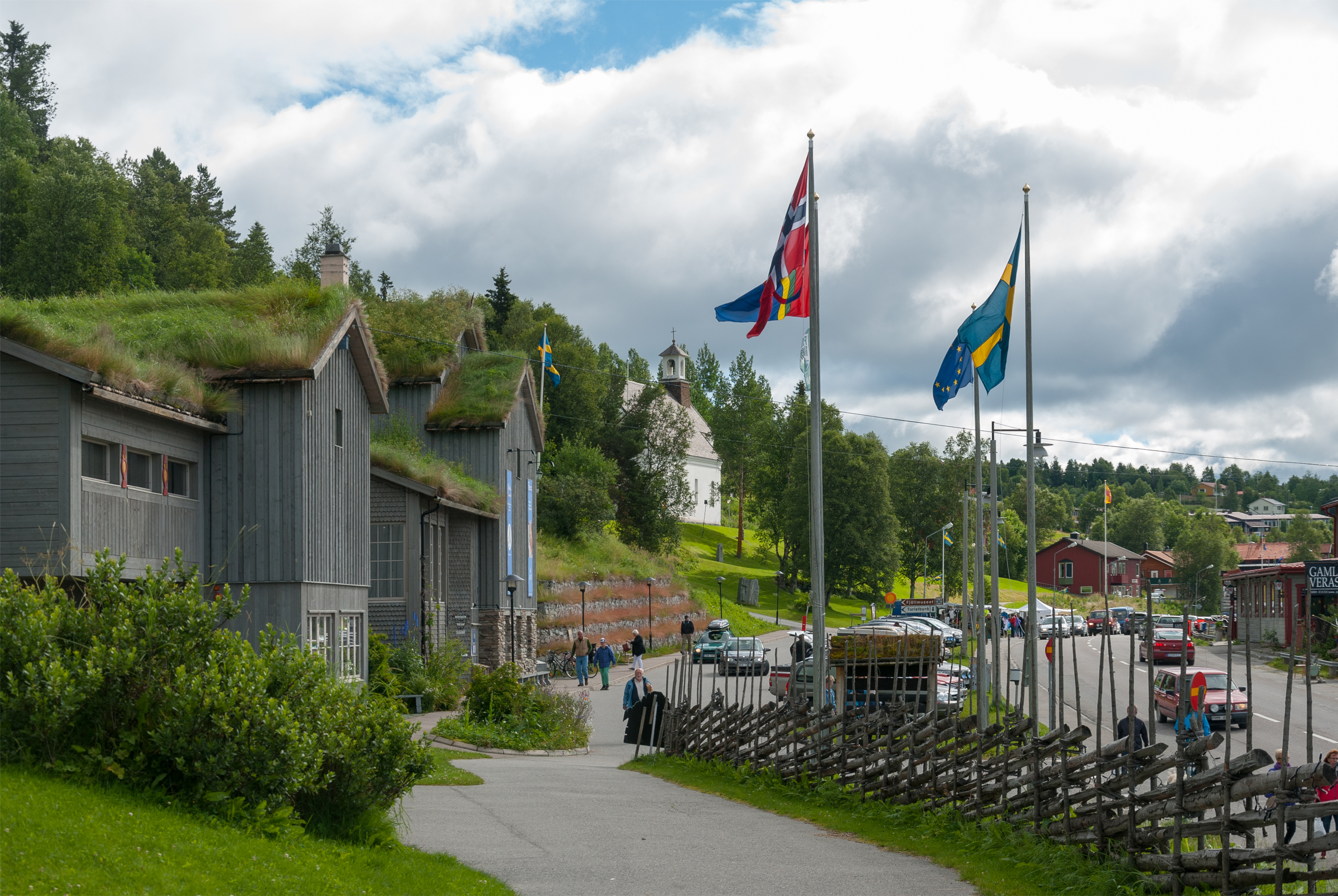
Vy från Fornparken mot fjällmuseet och kyrkan.
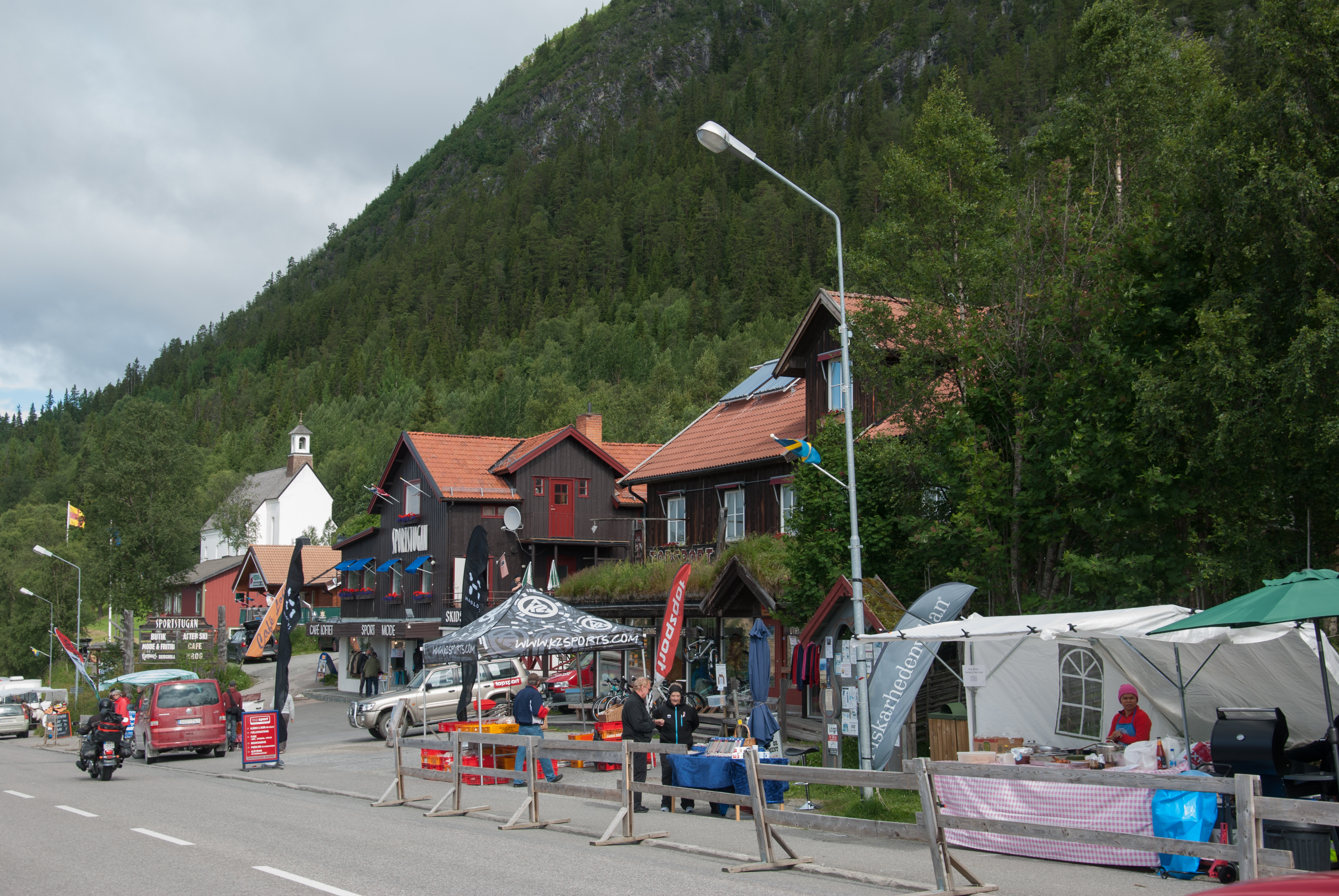
Funäsdalen i augusti 2012 med kyrkan i bakgrunden.
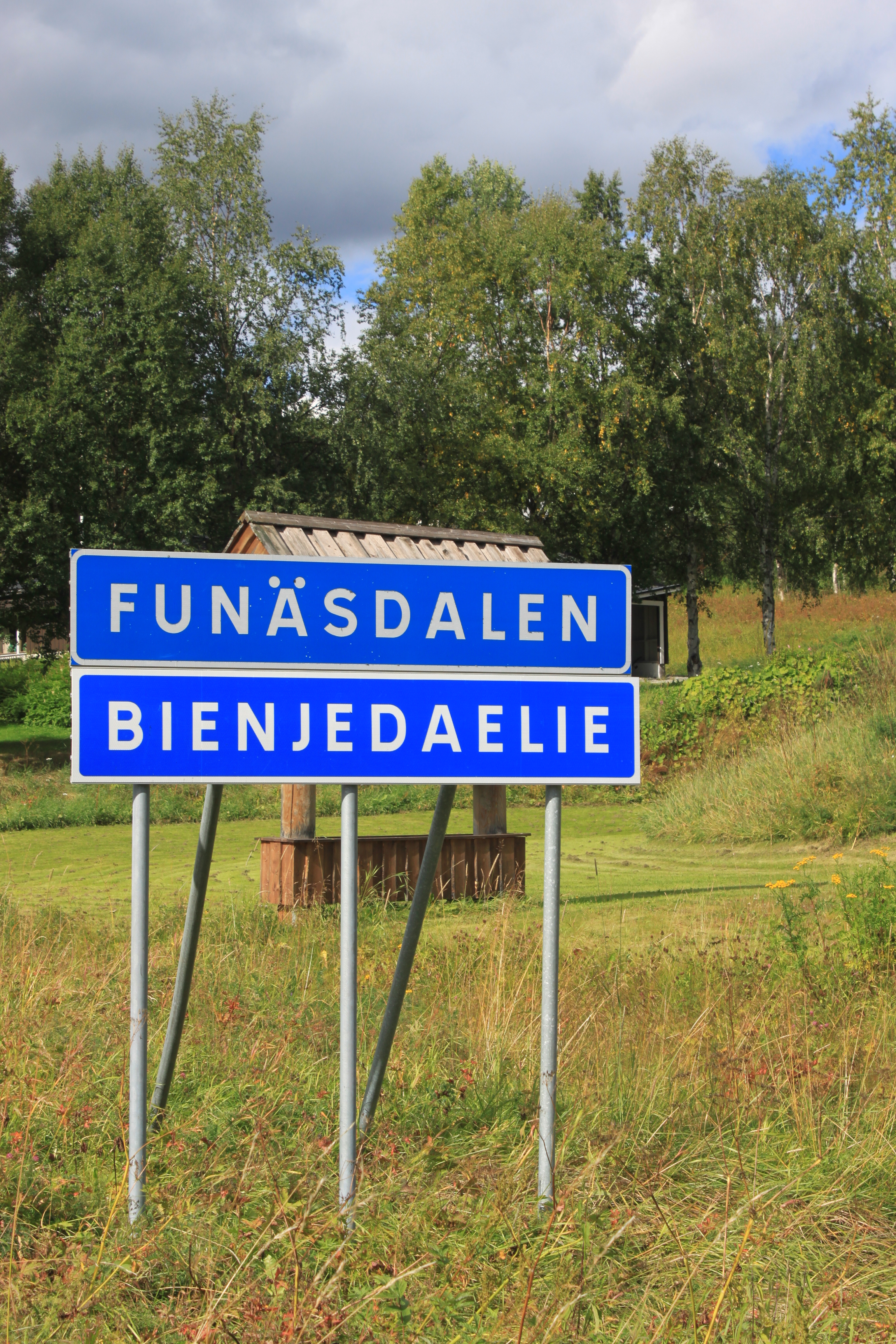
Vägskylt vid Funäsdalen på svenska och sydsamiska, augusti 2013.